# Parlatoria abieticola
Parlatoria abieticola är en insektsart som beskrevs av Sadao Takagi 1977. Parlatoria abieticola ingår i släktet Parlatoria och familjen pansarsköldlöss.
Artens utbredningsområde är Nepal. Inga underarter finns listade i Catalogue of Life.